# Hella Puhlmann
Hella Puhlmann  (* 31. Januar 1936 in Magdeburg; † 10. März 2015 in München) war eine deutsche Opern- und Operettensängerin (lyrischer Sopran).

## Leben
Hella Puhlmann war von 1961 bis 1998 am Staatstheater am Gärtnerplatz München als Ensemblemitglied engagiert, wo  sie in unzähligen Rollen auftrat. Beispielsweise sang und spielte sie an der Seite von Josef Meinrad  die Dulcinea in Der Mann von La Mancha. Ferner hatte die Sopranistin die Titelrolle in Kiss Me, Kate gesungen und war die Titania in Henry Purcells Die Feenkönigin. Die Künstlerin ist noch bis zur Spielzeit 2002/03 als regelmäßige Gastsängerin am Gärtnerplatztheater aufgetreten, zuletzt in My Fair Lady als Königin von Transsilvanien und in der Oper Zar und Zimmermann als Witwe Browe.